# Cinta (informática)

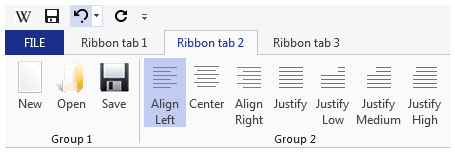
Ejemplo de ribbon, similar al diseño visual de Microsoft Office 2013.

En informática, Ribbon es una interfaz gráfica de usuario, compuesta de una banda (cinta) en la parte superior de una ventana donde se exponen todas las funciones que puede realizar un programa en un solo lugar. Adicionalmente pueden aparecer cintas basadas en el contexto de los datos.
Las cintas están destinadas a mejorar la usabilidad, por la consolidación de las funciones del programa y los comandos en un lugar fácilmente reconocible; no es necesario mirar a través de múltiples niveles jerárquicos de los menús, las barras de herramientas o paneles de tareas antes de encontrar el comando.

## Pestañas contextuales
En el entorno de la Ribbon de Microsoft Office, las pestañas contextuales son un elemento clave de la interfaz que se activan dinámicamente cuando el usuario interactúa con ciertos objetos o realiza acciones específicas. A diferencia de las pestañas permanentes, estas pestañas adicionales aparecen temporalmente para ofrecer herramientas especializadas relacionadas con el objeto seleccionado, como imágenes, tablas o formas.

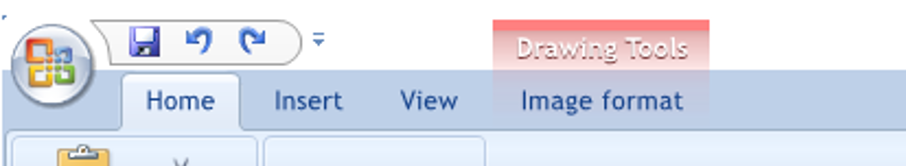
Ejemplo de una aplicación con estilo de Office 2007, mostrando una pestaña contextual de Formato de Imagen

Por ejemplo, cuando el usuario selecciona una imagen en PowerPoint, puede aparecer una pestaña como "Formato de imagen", que le proporciona funciones avanzadas de edición de imágenes. Estas pestañas contextuales son fácilmente identificables porque suelen estar acompañadas de un rótulo destacado, como "Herramientas de imagen", que puede aparecer en un color diferente sobre la pestaña para resaltar su naturaleza temporal y especializada.
La ventaja de este sistema es que mantiene la interfaz más limpia y centrada, evitando mostrar todas las herramientas de manera constante. Las funciones que estas pestañas ofrecen se enfocan exclusivamente en la tarea o el objeto en cuestión, lo que permite al usuario acceder rápidamente a opciones avanzadas sin tener que navegar por múltiples menús.
Este diseño no solo está presente en Microsoft Office, sino también en otras aplicaciones que utilizan la cinta de opciones, como el Explorador de archivos en Windows 8 y Windows 10. Sin embargo, en aplicaciones más sencillas como WordPad o Paint, las pestañas contextuales no están implementadas debido a la simplicidad de sus funciones.
Con el paso del tiempo, las versiones más recientes de Office han modificado ligeramente el diseño de estas pestañas. Por ejemplo, en Office 2021, el texto grande que solía acompañar a las pestañas contextuales ya no aparece, siendo reemplazado por letras de un color diferente en la propia pestaña. Esto probablemente se hizo para ahorrar espacio en pantalla y hacer la interfaz más eficiente y moderna, sin perder la funcionalidad esencial de estas herramientas especializadas.

## Ribbonen Microsoft

Un sencillo ejemplo de la barra de herramientas, similar a la de Microsoft Office.

Microsoft implementó "Ribbon" por primera vez en Microsoft Office 2007. Después fue incluida en los accesorios Paint y WordPad del sistema operativo Windows 7. Luego se incluyó en algunos programas de Windows Essentials, como: Movie Maker, Galería de fotos, Windows Live Mail y Windows Live Writer. Además, Microsoft lo ha implementado en otros programas como Microsoft Mathematics, Share Point Workspace, Office Web Apps y finalmente en Microsoft Office 2010 y sus sucesores. Asimismo, esta interfaz se utiliza en el explorador de Windows de los sistemas operativos Windows 8, Windows 8.1 y Windows 10.

## Ribbonen otras aplicaciones informáticas
La interfaz Ribbon la han incorporado las empresas Autodesk en la aplicación AutoCAD 2009, ESRI en la aplicación ArcGIS Explorer 900, Mindjet en MindManager 7, SnagIt, Nitro PDF, en todos los programas de Software DELSOL (ContaSOL, FactuSOL, NominaSOL...) a partir de sus versiones 2010, ConeXware en PowerArchiver 11, Vodafone en la aplicación Mobile Broadband y Scirra con su motor de juegos Construct 2, entre otros.

## Controversia
Mike Gunderloy, un excontratista de Microsoft, se fue de la empresa y dejó de usar su software, en parte por su desacuerdo con las prácticas de la empresa de «acaparamiento de tierras», incluyendo su intento de patentar la ribbon. Él rechazó «contribuir a la eventual muerte de la 
programación». Asimismo, afirmó que «la propia Microsoft representa una grave amenaza al futuro del desarrollo de software a través de su creciente inclinación de reprimir a la competencia mediante artimañas legales».
Defensores del software libre, como el desarrollador de KDE Jarosław Staniek, expresaron convicción de que la patente no puede ser adquirida debido a la ambigüedad con diseños anteriores. Como todavía no se adquirió una patente, aseguran que cualquiera que no haya firmado la licencia puede implementar legalmente el concepto en sus aplicaciones sin tener que satisfacer los requisitos de Microsoft. Staniek señala que el concepto de la ribbon históricamente había aparecido ampliamente como «barras de herramientas con pestañas» en aplicaciones como HotDog de Sausage Software, Macromedia HomeSite, Dreamweaver y Borland Delphi. Lotus desarrolló interfaces de usuario ribbon tempranamente para su producto eSuite. Todavía están disponibles capturas de pantallas en un libro rojo de IBM sobre eSuite.